# AD Cabofriense
Die Associação Desportiva Cabofriense ist ein Sportverein aus Cabo Frio, im brasilianischen Bundesstaat Rio de Janeiro.

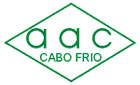
Logo AA Cabofriense

Cabofriense wurde am 1. Januar 1997 gegründet, nachdem der ortsansässige Associação Atlética Cabofriense (AAC) seine Aktivitäten im Fußball einstellte und sich nur noch dem Futsal widmete. Einige Führer des AAC wollten sich mit der Schließung nicht abfinden und beschlossen die Gründung der AD Cabofriense, wobei sich Name, Farben und Logo eng an dem Vorgänger orientierten. Von 1999 bis 2001 nannte sich der Klub Cabo Frio Futebol Clube.

## Herrenmannschaft
Als Zweitplatzierter der dritten Liga der Staatsmeisterschaft von Rio de Janeiro 1997 gelang Cabofriense in seinem ersten Jahr der Aufstieg in die Série A2 der Staatsmeisterschaft 1998. Dem Klub gelang im Folgejahr fast der Durchmarsch in die oberste Liga. Nachdem die Finalspiele im Juni 1998 gegen den Campo Grande AC 1:1 und 0:0 endeten, musste die Entscheidung in einem dritten Spiel gefunden werden. Dieses konnte Cabofriense mit 2:0 gewinnen. Allerdings hatte der Landesverband der Federação de Futebol do Estado do Rio de Janeiro (FERJ) die Aufstiegsregularien geändert und ein Qualifikationsturnier eingeführt, so dass der Klub noch nicht aufsteigen konnte. Im Jahr 2000 konnte sich Cabofriense über die Qualifikation den Zugang zur ersten Liga der Staatsmeisterschaft sichern. Nach der Saison 2001 musste der Klub wieder absteigen. Seitdem pendelt der Klub zwischen diesen beiden Ligen.
Besonderheiten für Cabofriense war 2003 die erstmalige Teilnahme an der Série C 2003, der dritten nationalen Liga in Brasilien. In dem Turnier kam der Klub bis in die vierte Runde. In dieser trat man gegen den EC Santo André an. Nach 2:1 und 1:2 in den beiden Spielen, musste die Entscheidung über den Einzug in die nächste Runde im Elfmeterschießen gefunden werden. Dieses gewann der Gegner aus Santo André mit 2:4. Im Gesamtklassement belegte Cabofriense den 9. Platz bei 93 Teilnehmern. 2006 folgte die erste Teilnahme am Copa do Brasil, dem nationalen Pokalwettbewerb. Im Copa do Brasil 2006 traf die Mannschaft in der ersten Runde auf den AD São Caetano. Nach 1:1 und 1:4 schied der Klub aus. Auch das zweite Auftreten von Cabofriense im Pokal, dem Copa do Brasil 2015, war nicht von mehr Erfolg gekrönt. Auch hier schied der Klub in der ersten Runde, nach 1:1 und 0:1 gegen den Luverdense EC, aus.

### Teilnahme an Fußballwettbewerben Herren
| Wettbewerb                   | Teilnahmen                                               |
| ---------------------------- | -------------------------------------------------------- |
| Série C                      | 3× – 2003, 2005–2006                                     |
| Série D                      | 2× – 2014, 2020                                          |
| Copa do Brasil               | 2× – 2006, 2015                                          |
| Staatsmeisterschaft          | 18× 2000–2001, 2003–2009, 2011, 2014–2021                |
| Staatsmeisterschaft Série A2 | 10× – 1998–1999, 2002, 2010, 2012–2013, 2022–            |
| Staatsmeisterschaft Série A3 | 1997                                                     |
| Staatspokal                  | 10× – 1999–2000, 2007–2009, 2013, 2015, 2019, 2021, 2024 |

### Erfolge Herren
- Staatsmeisterschaft von Rio de Janeiro – Série A2: 1998, 2002, 2010, 2013
- Staatspokal von Rio de Janeiro – Vizemeister: 2007

## Frauenfußball
Für Cabofriense trat auch eine Damenmannschaft in der entsprechenden Staatsmeisterschaft an. Auch an der dritten nationalen Liga 2022, der Campeonato Brasileiro de Futebol Feminino 2022 - Série A3, nahm das Team teil. Hier traf die Mannschaft im Juni des Jahres in der ersten Runde auf den Vila Nova FC (ES). Die Partien endeten 1:1 und 0:2. Ein Bestand dieser Mannschaft ist nicht nachgewiesen.

### Teilnahme an Fußballwettbewerben Frauen
| Wettbewerb                | Teilnahmen               |
| ------------------------- | ------------------------ |
| Brasileiro Série A3       | 2022                     |
| Frauenstaatsmeisterschaft | mind. 3× 2005, 2021–2022 |